# Beltrami-Klein-Modell
In der Geometrie versteht man unter dem Beltrami-Klein-Modell ein Modell der hyperbolischen Ebene. Es ist eines der Standardbeispiele einer nicht-euklidischen Geometrie und geht auf den italienischen Mathematiker Eugenio Beltrami (1835–1900) und den deutschen Mathematiker Felix Klein (1849–1925) zurück. Im deutschen Sprachraum wird das Modell oft einfach als Kleinsches Modell bezeichnet; manchmal auch als Modell von Cayley und Klein, wobei die letztere Bezeichnung der Tatsache Rechnung trägt, dass die Entwicklung des Modells durch Felix Klein neben den Untersuchungen von Eugenio Beltrami in besonderem Maße auch Ergebnisse von Arthur Cayley (1821–1895) berücksichtigt. Populär wird das Beltrami-Klein-Modell von einzelnen Autoren auch Bierdeckelgeometrie genannt. In Beltramis Definition handelt es sich um eine Realisierung der hyperbolischen Ebene als Riemannsche Mannigfaltigkeit, während Cayley und Klein das Modell als Teilmenge der projektiven Ebene betrachteten. Ende des 19. Jahrhunderts stellte David Hilbert ein Axiomensystem der Geometrie auf, für welches die Cayley-Klein-Ebene ebenfalls ein Modell ist.

## Axiomatischer Zugang nach Hilbert
Hilberts Axiomensystem der euklidischen Geometrie führt die Konzepte „Punkt“, „Gerade“, „inzident“, „zwischen“ und „kongruent“ als undefinierte Begriffe ein und formulierte für diese 20 Axiome, darunter das Parallelenaxiom. (Hilberts Axiomensystem baute auf den ursprünglichen Postulaten Euklids sowie Vorarbeiten von Hermann Graßmann, Moritz Pasch, Giuseppe Peano und anderen auf.)
In Hilberts Axiomensystem der hyperbolischen Geometrie wird das Parallelenaxiom ersetzt durch das Axiom, dass es durch einen Punkt außerhalb einer Geraden beliebig viele Parallelen gibt. Ein Modell dieses Axiomensystems liefert die folgende aus dem Beltrami-Klein-Modell abgeleitete Konstruktion:
- Die zugrunde liegende Punktmenge ist die Menge der inneren Punkte einer Kreisscheibe der euklidischen Ebene.
- Die zugrunde liegende Geradenmenge besteht aus allen innerhalb der offenen Kreisscheibe gelegenen Sehnen.[15]
- Die Inzidenzrelation zwischen Punkten und Geraden und die geometrische Anordnung (Zwischen-Relation) werden von der euklidischen Ebene übernommen.
- Die Kongruenzrelation wird mit Hilfe des hyperbolischen Abstandes

{\displaystyle d(p,q)={\frac {1}{2}}\log {\frac {|qa||bp|}{|pa||bq|}}}
definiert, wobei die Betragsstriche für euklidische Abstände stehen und {\displaystyle a,b} die Schnittpunkte der Geraden durch {\displaystyle p,q} mit dem Rand der Kreisscheibe sind. (Diese Metrik ist ein spezielles Beispiel einer Hilbert-Metrik.)

## Beltramis Modell als Riemannsche Mannigfaltigkeit
In seiner 1868 veröffentlichten Arbeit betrachtete Beltrami zunächst das (heute kaum noch gebräuchliche) hemisphärische Modell der hyperbolischen Ebene – das ist die Menge
{\displaystyle \left\{(x,y,z)\in \mathbb {R} ^{3}:x^{2}+y^{2}+z^{2}=1,z>0\right\}}
mit der durch
{\displaystyle ds^{2}={\frac {dx^{2}+dy^{2}+dz^{2}}{z}}}
definierten Riemannschen Metrik – und stellte dann fest, dass man durch orthogonale Projektion auf die Kreisscheibe
{\displaystyle \left\{(x,y)\in \mathbb {R} ^{2}:x^{2}+y^{2}<1\right\}}
ein weiteres Modell der hyperbolischen Ebene erhält, in welchem die Geraden gerade Geradenstücke der euklidischen Ebene sind. Die offene Kreisscheibe – mit der Riemannschen Metrik, welche die Projektion von der Hemisphäre zu einer Isometrie macht – ist die heute als Beltrami-Klein-Modell bezeichnete Riemannsche Mannigfaltigkeit.

## Das Beltrami-Klein Modell im Erlanger Programm
Das Beltrami-Klein-Modell kam bereits 1859 in einer Arbeit Cayleys zur projektiven Geometrie vor, allerdings ohne Herstellung des Zusammenhangs zur hyperbolischen Geometrie. Beltrami wie auch Klein erkannten, dass mit diesem Modell die hyperbolische Geometrie als Teil der projektiven Geometrie aufgefasst werden kann:
wenn man das Beltrami-Klein-Modell als Teilmenge des {\displaystyle \mathbb {R} ^{2}\subset \mathbb {R} P^{2}=\mathbb {R} ^{2}\cup \mathbb {R} P^{1}} betrachtet, dann sind die Isometrien des Beltrami-Klein-Modells Einschränkungen projektiver Abbildungen, welche die Kreisscheibe auf sich abbilden.

## Zur Bedeutung des Beltrami-Klein-Modells
Im Beltrami-Klein-Modell ist das euklidische Parallelenaxiom nicht erfüllt, jedoch alle anderen Axiome der euklidischen Ebene. Da nun das Beltrami-Klein-Modell mittels Strukturelementen der euklidischen Ebene widerspruchsfrei entwickelt wurde, ist mit den Worten des Mathematikers Richard Baldus (Geometer und 1933–34 Präsident der DMV) folgende zusammenfassende Feststellung zu treffen:

„Man kann aus der Euklidischen Geometrie beweisen, daß es nicht möglich ist, die Aussage des Euklidischen Parallelenaxioms aus den übrigen Axiomen der Euklidischen Geometrie als Satz abzuleiten.
Damit ist … die Lösung des uralten Rätsels des Euklidischen Parallelenaxioms gegeben. Sie rechtfertigt Euklid, der in genialer Weise die Notwendigkeit seines V. Postulats gefühlt hat.“

Der Logiker und Wissenschaftstheoretiker Godehard Link kommentiert dazu folgendes:

„Nicht-euklidische Geometrien sind genau von dieser Art: sie sind Modelle der Kernaxiome, die zugleich das Parallelenaxiom falsch machen. Zu Beginn des 19. Jahrhunderts wurden solche Geometrien gefunden. Sie beruhen auf einer radikalen Uminterpretation der anschaulichen Bedeutung geometrischer Begriffe. Dennoch kann man sich auch diese Geometrien veranschaulichen, indem man ihre Axiome mit Hilfe der derart umgedeuteten Begriffe in der klassischen ebenen Geometrie darstellt. Wiederum modern gesprochen, interpretiert man die nicht-euklidische Geometrie in der euklidischen Geometrie. …
Im Fall der Geometrie kann man das Verfahren der Interpretation etwa durch das sogenannte Kleinsche Modell der hyperbolischen Geometrie innerhalb einer euklidischen Ebene illustrieren.“

Hinsichtlich der von Godehard Link getroffenen Feststellung, man könne „die nicht-euklidische Geometrie in der euklidischen Geometrie uminterpretieren“ ist hervorzuheben, dass der Begriff der Kongruenz im Beltrami-Klein-Modell nicht mit dem Kongruenzbegriff der euklidischen Ebene übereinstimmt. Im Beltrami-Klein-Modell kongruente Geradenstücke sind (wegen des anders definierten Abstandsbegriffes) im Allgemeinen nicht kongruent in der euklidischen Geometrie. Dagegen stimmen die Inzidenzrelation und die Zwischen-Relation des Beltrami-Klein-Modells mit denen der euklidischen Ebene überein. Richtig ist weiter, dass der hyperbolische Abstand aus euklidischen Abständen berechnet werden kann, nämlich mit der Formel
{\displaystyle d(p,q)={\frac {1}{2}}\log {\frac {|qa||bp|}{|pa||bq|}}}  ,
und insofern die Widerspruchsfreiheit der hyperbolischen Geometrie aus der Widerspruchsfreiheit der euklidischen Geometrie folgt.